# Heartwell
Heartwell é uma vila localizada no estado americano de Nebraska, no Condado de Kearney.

## Demografia
Segundo o censo americano de 2000, a sua população era de 80 habitantes.
Em 2006, foi estimada uma população de 80, um aumento de 0 (0.0%).

## Geografia
De acordo com o United States Census Bureau, a localidade tem uma área de 0,2 km², sem área coberta por água. Heartwell localiza-se a aproximadamente 645 m acima do nível do mar.

## Localidades na vizinhança
O diagrama seguinte representa as localidades num raio de 20 km ao redor de Heartwell.